# Miről álmodik a lány?
A Miről álmodik a lány? (eredeti cím: What a Girl Wants) 2003-ban bemutatott amerikai romantikus filmvígjáték, melyet Dennie Gordon rendezett. A film alapjául William Douglas-Home 1955-ös színdarabja, a The Reluctant Debutante szolgált. A főbb szerepekben Amanda Bynes, Colin Firth és Kelly Preston látható.
Az Amerikai Egyesült Államokban 2003. április 4-én, Magyarországon mozibemutató szeptember 4-én mutatták be.

## Rövid történet
Egy fiatal amerikai lány Londonba utazik, mert találkozni szeretne sosem látott apjával. A férfiről azonban kiderül, hogy az egyik legismertebb brit politikus.

## Cselekmény
|  | Alább a cselekmény részletei következnek! |

Daphne boldogan, de egyedül él zenész anyjával New York kínai negyedében. Kislány korától kezdve a születésnapján arról álmodozik, hogy egyszer csak megjelenik az apukája, akivel még soha nem találkozott, csak egy fényképe van róla. A szülei még az ő születése előtt elváltak, illetve törvényesen csak Marokkóban házasodtak össze. 
Daphne a 17. születésnapján elhatározza, hogy megkeresi az apját, akinek ismeri a nevét (Henry Dashwood), és akiről annyit tud, hogy Londonban él.
Azonban a személyes találkozás bonyodalmakat okoz. Apja a brit arisztokrácia egyik patinás családjának tagja, és politikus. Van egy menyasszonya, és annak van egy lánya. Egy törvénytelen gyermek váratlan felbukkanása a politikai karrierjének végét jelentheti, így a lányt ott szállásolják el a kastélyban.
Ettől kezdve, ahol Daphne megjelenik, elegáns fogadáson csillár szakad le, motor száguld a jól ápolt gyepen, túl hangos a zene, és titokban minden előkelő jobban érzi magát. Azonban a bulvársajtó tele van a botrányosan viselkedő politikus és lánya fényképeivel.
Daphne rájön, hogy apjának szüksége van az ő segítségére is a politikai karrierje érdekében, vagyis finom viselkedésű ifjú hölggyé kell válnia, és unalmas arisztokrata fogadásokon kell részt vennie. Daphne kiállja a próbát, de rájön, hogy ez nem az ő világa, nem alakoskodhat egész életében. A szerelem is felbukkan számára egy angol zenészfiú képében.
Egy fogadáson Daphne véletlenül meghallja, hogy anyját az apja személyes tanácsadója vezette félre, és akkor anyja ezért utazott el, míg apjának azt mondták, hogy a szerelme szándékosan elhagyta.
Anyjával visszautazik New Yorkba, ahol anyja esküvőkön lép fel a zenekarával, Daphne pedig ugyanott pincérkedik. 
Londonban Henry Dashwood képviselő lemond a mandátumáról, és megjelenik az USA-ban az aktuális esküvői rendezvényen, ahol felkéri a lányát táncolni a szokásos „apa-lánya” táncra, majd annak anyjával is tisztázzák a régi félreértést, amit a tanácsadó áskálódása okozott.
A volt tanácsadó Londonban olcsó turistabuszon idegenvezető lett. 
|  | Itt a vége a cselekmény részletezésének! |

## Szereplők
| Színész         | Szerep                          | Magyar hang     |
| --------------- | ------------------------------- | --------------- |
| Amanda Bynes    | Daphne Reynolds                 | Vadász Bea      |
| Colin Firth     | Henry Dashwood, angol politikus | Kőszegi Ákos    |
| Kelly Preston   | Libby Reynolds, Daphne anyja    | Fehér Anna      |
| Eileen Atkins   | Jocelyn Dashwood, Henry anyja   | Halász Aranka   |
| Anna Chancellor | Glynnis Payne                   | Csere Ágnes     |
| Jonathan Pryce  | Alistair Payne                  | Harsányi Gábor  |
| Soleil McGhee   | Daphne gyerekként               |                 |
| James Greene    | Percy                           | Kenderesi Tibor |
| Oliver James    | Ian Wallace                     | Csőre Gábor     |
| Tara Summers    | Noelle                          |                 |